# Oral (Band)
Oral war eine englische New-Wave-of-British-Heavy-Metal- und Punk-Band aus London, die Mitte der 1980er Jahre gegründet wurde und sich ca. 1985 auflöste.

## Geschichte
Die Band wurde Mitte der 1980er Jahre von vier Frauen, die zuvor in verschiedenen Berufen in der Sexindustrie tätig gewesen waren, gegründet. Nachdem 1985 die aus sechs Liedern bestehende EP Sex bei Conquest Records veröffentlicht worden war, verließ die Bassistin Candy die Gruppe. Die Band löste sich daraufhin etwas später auf, wobei sie nie einen Auftritt abgehalten hatte. 1993 war die Band auf dem Vier-CD-Sampler Metal Masters (dessen Teile auch einzeln verkauft wurden) mit dem Sex-Pistols-Cover Black Leather (auf Volume four) und dem Song Head (auf Volume three) enthalten.

## Stil
Malc Macmillan schrieb in The N.W.O.B.H.M. Encyclopedia, dass die Lieder der EP von Sex handeln würden und provokant gehalten seien. Die Meinung der Musikpresse, wie etwa das Kerrang, das die Band verrissen hatte, teilte er nicht komplett. So ziehe er die Musik etwa der von Metal Virgins vor. Insgesamt seien die Songs jedoch primitiv gehalten und würden einander stark ähneln. sodass er die Musik von Rock Goddess oder Girlschool bevorzugen würde. Sowohl Macmillan als auch Matthias Mader vom Rock Hard waren sich nicht sicher, ob die Musik und Texte von Oral ernst gemeint seien. Laut Mader kann man Oral als Vorläufer von Bands wie The Great Kat, Genitorturers und Rockbitch betrachten. Bei der EP handele es sich um eine Mischung aus Punk und Metal. Monica Ramone sei durch Steve Jones und Gruppen wie die Ramones, The Vibrators, The Blood, AC/DC und Blue Öyster Cult beeinflusst worden.

## Diskografie
- 1985: Sex (EP, Conquest Records)